# Станислав Шушкевич
Станислав Станиславович Шушкевич (на беларуски: Станісла́ў Станісла́вавіч Шушке́віч) е беларуски политик и учен. Той е първият държавен глава на Република Беларус, служейки като Председател на Върховния съвет от 25 август 1991 г. до 26 януари 1994 г. Подписва разпадането на СССР и учредяването на ОНД. Привърженик на социалдемокрацията.
Шушкевич е член-кореспондент на Беларуската академия на науките, доктор по физика и математика, носител на различни държани награди, професор и автор на множество книги, статии и изобретения.

## Биография
Станислав Шушкевич е роден на 15 декември 1934 г. в Минск. Родителите му са учители от селски семейства. Баща му е арестуван през 1930-те години и освободен от затвора през 1956 г. Майка му е полякиня, като родът ѝ има шляхтички (благородни) корени.
В началото на 1960-те години Шушкевич работи като инженер в завод за електроника, където обучава Лий Харви Осуалд на руски език. През 1976 г. сключва брак с Ирина, от която има син Станислав и дъщеря Елена.